# Seznam dílů seriálu Knight Rider – Legenda se vrací
Toto je seznam dílů seriálu Knight Rider – Legenda se vrací.

## Přehled řad
| Řada | Díly | Premiéra v USA | Premiéra v USA | Premiéra v ČR     | Premiéra v ČR      |
| Řada | Díly | První díl      | Poslední díl   | První díl         | Poslední díl       |
| ---- | ---- | -------------- | -------------- | ----------------- | ------------------ |
| 1    | 18   | 17. února 2008 | 4. března 2009 | 13. července 2010 | 13. listopadu 2010 |

## Seznam dílů
| Č. v seriálu | Původní název                    | Český název               | Režie               | Scénář                        | Premiéra v USA     | Premiéra v ČR      |
| ------------ | -------------------------------- | ------------------------- | ------------------- | ----------------------------- | ------------------ | ------------------ |
| 0            | Pilot                            | Pilot                     | Steve Shill         | David Andron a Glen A. Larson | 17. února 2008     | 13. července 2010  |
| 1            | A Knight in Shining Armor        | Rytíř v zářivé zbroji     | David Solomon       | Gary Scott Thompson           | 24. září 2008      | 20. července 2010  |
| 2            | Journey to the End of the Knight | Cesta na konec noci       | David Straiton      | Philip Levens                 | 1. října 2008      | 27. července 2010  |
| 3            | Knight of the Iguana             | Operace Leguán            | Bryan Spicer        | Rob Wright                    | 8. října 2008      | 3. srpna 2010      |
| 4            | A Hard Day's Knight              | Perný den                 | Allan Kroeker       | Dave Andron                   | 15. října 2008     | 10. srpna 2010     |
| 5            | Knight of the Hunter             | Lovec a kořist            | Jay Chandrasekhar   | Patrick Massett a John Zinman | 22. října 2008     | 17. srpna 2010     |
| 6            | Knight of the Living Dead        | Noc oživlých mrtvol       | Leslie Libman       | Gary Scott Thompson           | 5. listopadu 2008  | 28. září 2010      |
| 7            | I Wanna Rock & Roll All Knight   | Anarchistka               | Matt Earl Beesley   | Rachel Mellon a Teresa Huang  | 12. listopadu 2008 | 4. září 2010       |
| 8            | Knight of the Zodiac             | Znamení zvěrokruhu        | J. Miller Tobin     | Matt Pyken                    | 19. listopadu 2008 | 11. září 2010      |
| 9            | Knight Fever                     | KITT v ohrožení           | Milan Cheylov       | Matt Pyken                    | 31. prosince 2008  | 18. září 2010      |
| 10           | Don't Stop the Knight            | Vážne nebezpečná rychlost | Bryan Spicer        | Rob Wright                    | 7. ledna 2009      | 25. září 2010      |
| 11           | Day Turns Into Knight            | S bombou v kufru          | Allan Kroeker       | Dave Andron                   | 14. ledna 2009     | 2. října 2010      |
| 12           | Knight to King's Pawn            | Souboj                    | Jeffrey G. Hunt     | Patrick Massett a John Zinman | 21. ledna 2009     | 9. října 2010      |
| 13           | Exit Light, Enter Knight         | Neplánovaná akce          | Gary Scott Thompson | Gary Scott Thompson           | 28. ledna 2009     | 16. října 2010     |
| 14           | Fight Knight                     | Noc bojů                  | Nick Gomez          | Rob Wright                    | 4. února 2009      | 23. října 2010     |
| 15           | Fly By Knight                    | Malý svědek               | Jay Chandrasekhar   | Dave Andron                   | 11. února 2009     | 30. října 2010     |
| 16           | Knight and the City              | Záhada baru               | Guy Norman Bee      | Matt Pyken                    | 18. února 2009     | 6. listopadu 2010  |
| 17           | I Love the Knight Life           | Tenhle život miluji       | Alex Zakrzewski     | Philip Levens                 | 4. března 2009     | 13. listopadu 2010 |